# David Bernhardt
David Longly Bernhardt (Rifle, Garfield megye, Colorado, 1969. augusztus 17. –) amerikai olaj- és gázlobbista, az Egyesült Államok belügyminisztere (2019–2021).

## Élete
2017 júliusától belügyminiszter-helyettes, majd 2019 januárjától – a korrupciós botrányba keveredett Ryan Zinke belügyminiszter távozását követően (január 2.) – átvette a tárca irányítását, mint ügyvezető miniszter. Donald Trump amerikai elnök ezt követően jelölte a – többek között a területi kormányzatokat, az erő- és földvagyont, valamint a nemzeti parkokat is felügyelő – minisztérium élére, kinevezését pedig az amerikai szenátus – négy demokrata párti szenátor és a republikánusok együttes voksával – április 11-én megszavazta.